# Nekromanteion

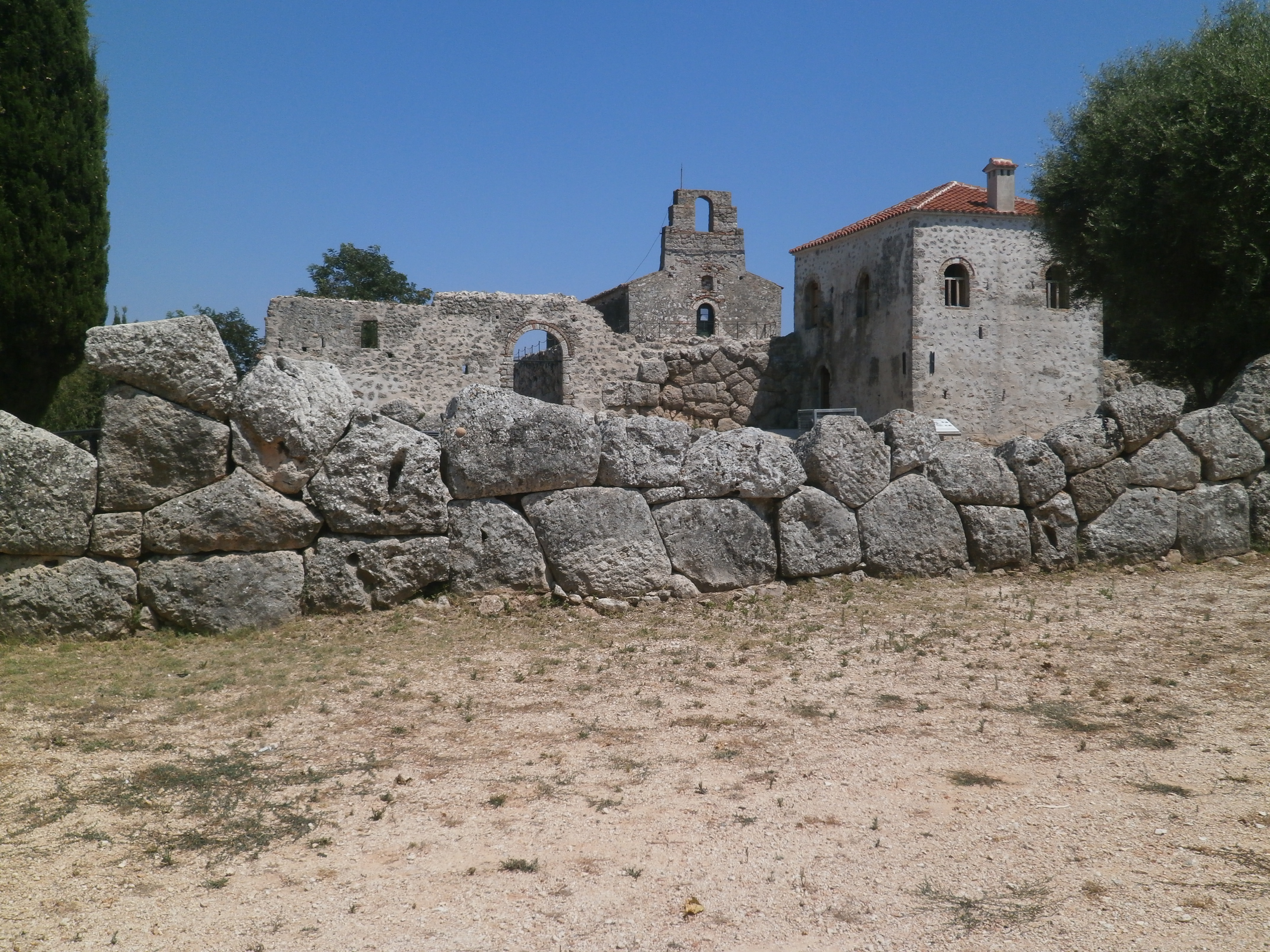
Der von Sotiris Dakaris als Standort des Nekromanteion identifizierte Platz bei Ephyra

Das Nekromanteion (auch Nekyomanteion, Nekyomantion oder Nekromantion) war in der Antike ein Totenorakel an der Küste von Epirus in Griechenland. 

## Lage und Geschichte
Das Nekromanteion war das einzige Totenorakel in Griechenland. Herodot erwähnt es im Zusammenhang mit Periander, dem Tyrannen von Korinth, der Gesandte schickte, die im Orakel mit seiner toten Ehefrau Melissa in Kontakt treten sollten. 
Das Nekromanteion soll sich unweit der Stadt Ephyra auf einem Hügel am Ortsrand des Dorfes Mesopotamos im Tal des Flusses Acheron nahe der Straße von Parga nach Preveza befunden haben. 
167 v. Chr. wurde das Nekromanteion von Römern zerstört.

## Erforschung
Im antiken Ephyra fanden seit 1958 Ausgrabungen unter der Leitung des griechischen Archäologen Sotiris Dakaris statt. 1976 bis 1977 wurde im Rahmen der Ausgrabungen auch eine bis dahin unbekannte Anlage mit einer Fläche von 62 mal 46 Meter freigelegt, welche sich unter den Ruinen der im 18. Jahrhundert erbauten Kirche Johannes des Täufers befindet. Diese Anlage befindet sich in 500 m Entfernung zu den Überresten mykenischer Ruinen aus dem 14. Jahrhundert v. Chr. Weitere mykenische Ruinen aus dieser Zeit fanden sich ferner im antiken Küstenort Glykys, kaum fünf Kilometer von Ephyra entfernt.

### Ausgrabungen und Artefakte

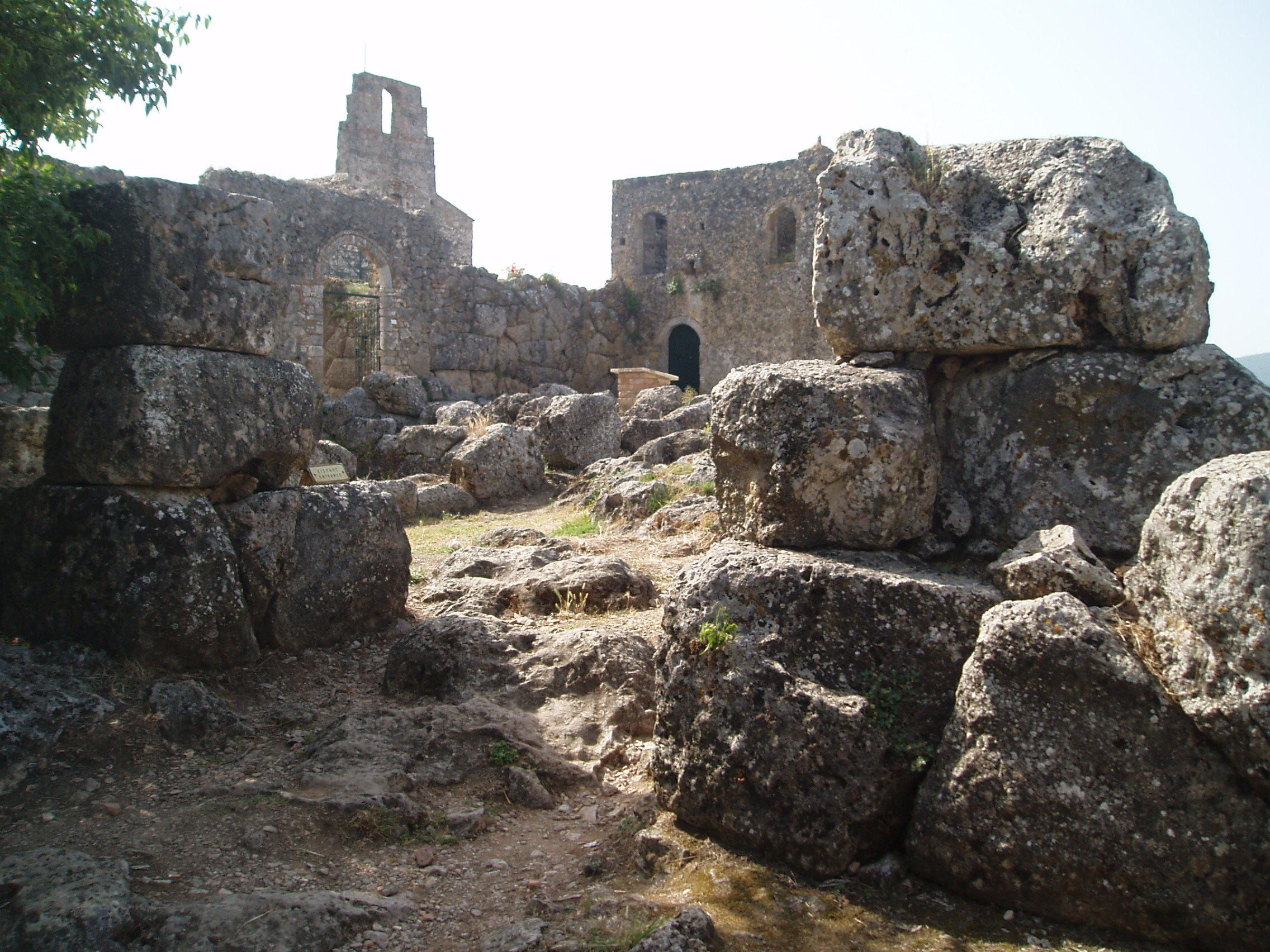
Die Reste der Anlage unterhalb der Johanniskirche

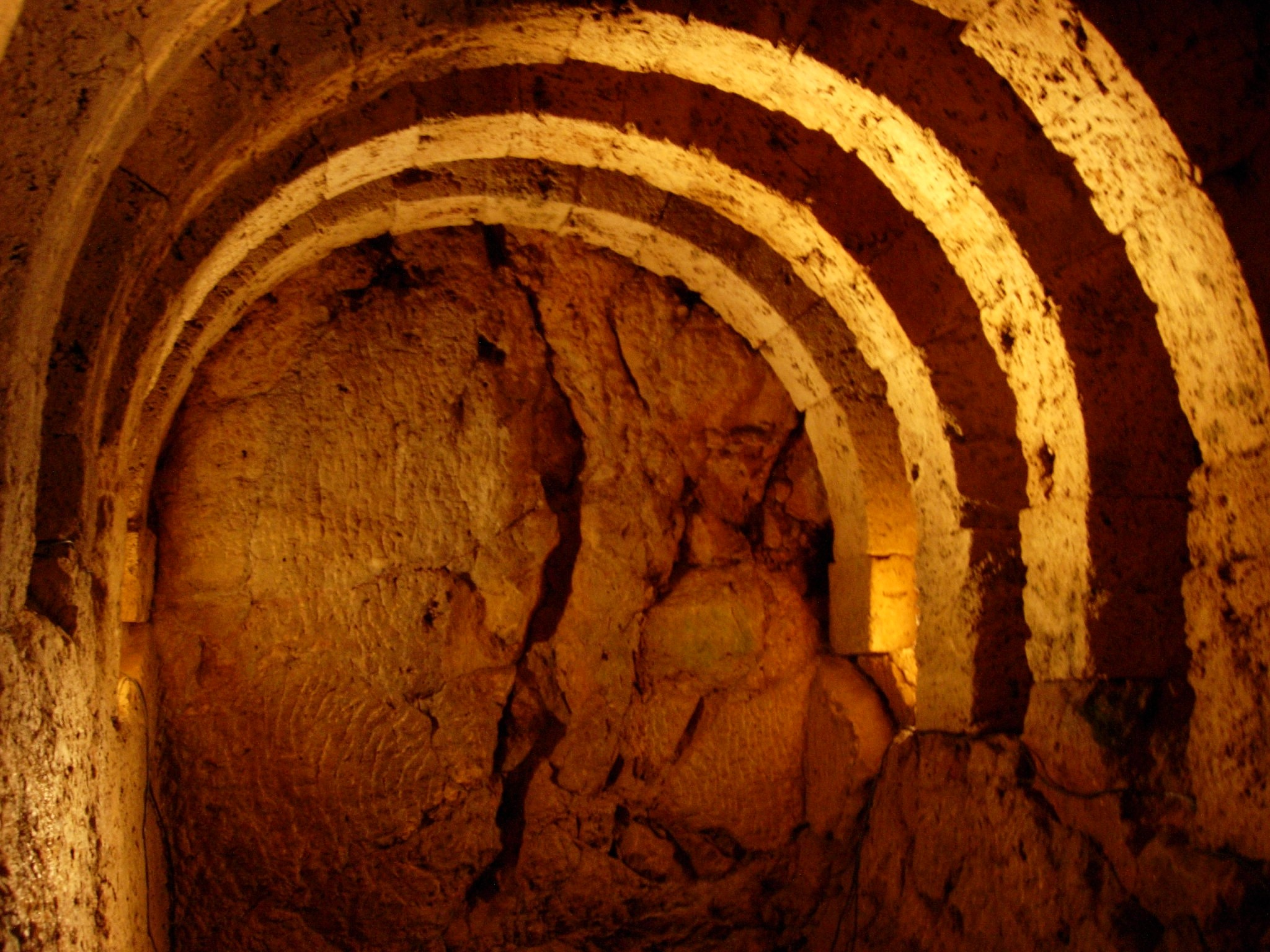
Der 22 m² große unterirdische Raum

Unter den Ruinen der im 18. Jahrhundert erbauten Kirche Johannes des Täufers und dem benachbarten Friedhof entdeckte  Dakaris  bis zu 3,35 m dicke Mauern, die einen 22 m² großen unterirdischen Raum umschlossen. 
In zwei längeren Kampagnen, von 1958 bis 1964 und von 1976 bis 1977 hat Dakaris diese Anlage weiter ausgegraben. Die gefundenen Baureste stammen vorwiegend aus dem 3. und 4. Jahrhundert v. Chr. Älteres trat nur vereinzelt zu Tage, so zum Beispiel Fragmente von Statuetten der Persephone aus Ton, die aus dem 7. Jahrhundert stammen.

### Interpretation als Totenorakel
Dakaris interpretierte die freigelegten Strukturen als das Zentrum des Totenorakels von Ephyra, das von Homer und Herodot erwähnt worden war, dessen genaue Lage aber bis dahin unbekannt war. 
Nach Dakaris war die Orakelstätte ein gedrungener Bau mit dicken Mauern. An seiner Nordseite war der Eingang, dem sich ein Vorhof mit Räumen für die Priester und die Ratsuchenden anschloss. Ein größerer Saal diente der Vorbereitung der Pilger auf die Befragung des Orakel und dem Kult der Götter der Unterwelt. Es folgt ein labyrinthischer Eingangsbereich, der einst mit mehreren schweren Bronzetüren verschlossen war, und schließlich der eigentliche Kultraum.

### Interpretation als befestigter Adelssitz
Diese Interpretation der Funde wurde aber in der Fachwelt bald angezweifelt. Dietwulf Baatz meinte schon 1980, dass es sich nicht um eine Kultstätte, sondern einen befestigten Adelssitz aus hellenistischer Zeit handelt. 
Auch ein amerikanisches Archäologenteam, das sich in den Neunzigerjahren mit der Untersuchung adeliger Landsitze in Epirus befasste, kam zu dem Schluss, dass es sich bei den Funden von Dakaris womöglich um ein großes Gut mit einer Befestigung handeln könne. 
Auf jeden Fall können die Mauern aus hellenistischer Zeit nicht mit den Erwähnungen des Orakels in der Literatur in Zusammenhang gebracht werden. Ungeklärt ist aber noch, ob es auf dem Hügel am Acheron nicht noch ältere Bauten gegeben hat.